# West Bradenton
West Bradenton es un lugar designado por el censo ubicado en condado de Manatee en el estado estadounidense de Florida. En el Censo de 2010 tenía una población de 4.192 habitantes y una densidad poblacional de 1.191,86 personas por km².

## Geografía
West Bradenton se encuentra ubicado en las coordenadas 27°30′4″N 82°36′51″O / 27.50111, -82.61417. Según la Oficina del Censo de los Estados Unidos, West Bradenton tiene una superficie total de 3.52 km², de la cual 3.35 km² corresponden a tierra firme y (4.79%) 0.17 km² es agua.

## Demografía
Según el censo de 2010, había 4.192 personas residiendo en West Bradenton. La densidad de población era de 1.191,86 hab./km². De los 4.192 habitantes, West Bradenton estaba compuesto por el 93.75% blancos, el 0.83% eran afroamericanos, el 0.55% eran amerindios, el 1.34% eran asiáticos, el 0.21% eran isleños del Pacífico, el 1.48% eran de otras razas y el 1.84% pertenecían a dos o más razas. Del total de la población el 4.72% eran hispanos o latinos de cualquier raza.